# La Vie spirituelle
La Vie spirituelle est une revue bimensuelle fondée en 1919 par le père dominicain Marie-Vincent Bernadot, et disparue en 2014. Au cours de ce quasi-siècle d'existence, elle a publié plus de 800 numéros. 

## Description
Le titre originel de cette revue était La Vie spirituelle, ascétique et mystique. Elle est créée dans un contexte de « réhabilitation de  la vie mystique », aussi marqué par le lancement en 1924 de la Revue d'ascétique et de mystique par les jésuites de Toulouse. 
La Vie spirituelle propose une réflexion sur la vie chrétienne et la prière. Cette revue avait un pendant non confessionnel appelé La Vie intellectuelle, revue aujourd'hui disparue. Au sortir de la Première Guerre mondiale, ces deux revues se proposaient de donner à la société des références chrétiennes pour se refonder, en évitant les deux tentations du marxisme et du maurrassisme. À ce titre, elle a joué un rôle important dans le monde francophone pour la vulgarisation des découvertes en patristique et en études bibliques, disciplines en plein essor depuis la fin du XIXe siècle.
La Vie spirituelle a été à l'origine de la création des Éditions du Cerf. Le dernier numéro (n° 811) est paru en mars 2014. Il est prévu, sous ce titre, une nouvelle série annuelle de cahiers.
Le dominicain Albert-Marie Besnard en assure la direction à la fin des années 1960.